# Список керівників держав 450 року
Список керівників держав 449 року — 450 рік — Список керівників держав 451 року — Список керівників держав за роками

## Європа
- Арморика — король Алдрієн (446–464)
- Британські острови:
  - Брінейх — король Гарбоніан ап Коель (420–460)
  - Бріхейніог — король Бріхан Бріхейніог (450–490)
  - Королівство Гвінед — король Кунеда ап Едерн (бл. 450 — бл. 460)
  - Глівісінг — король Мор ап Оуайн (440–450), його змінив син король Солор ап Мор (450–470)
  - Дівед — король Тріфін Бородатий (421–455)
  - Думнонія — король Ербін ап Костянтин (443–480)
  - Ебрук — король Кенеу ап Коель (420–450), його змінив син король Мор ап Кенеу (450–470)
  - плем'я піктів — король Дрест I (413–480)
  - Королівство Повіс — король Каделл Дірнллуг (447–460)
  - Регед — король Гургуст ап Кенеу (450 — бл. 490)
  - Стратклайд(Альт Клуіт) — король Кінуіт ап Керетік (бл. 440 — бл. 470)
- Королівство бургундів — король Гундіох (436–473)
- Вестготське королівство — вождь Теодоріх I (419–451)
- Візантійська імперія — імператор Феодосій II (408–450), його змінив імператор Маркіан (450–457)
  - Патріарх Константинопольський — Анатолій (449–458)
- плем'я гепідів — король Ардаріх (420–460)
- Західна Римська імперія — імператор Валентиніан III (425–455)
- Імперія гунів — каган Аттіла (434–453)
- Ірландія — верховний король Лоегайре мак Нілл (428–458)
  - Айлех — король Еоган МакНіалл (бл. 440–465)
  - Коннахт — король Нат І мак Фіахрах (405–456)
  - Ленстер — король Над Буідб МакЕрка Буадайг (447–450), його змінив король Енне Хеннселах МакЛабрада (450–470)
  - Манстер — король Над Фройх (420–454)
- плем'я остготів — король Валамир (440–469)
- Салічні франки — король Меровей (447–458)
- Королівство свевів — король Рехіар (448–456)
- Святий Престол — папа римський Лев I (440—461)

## Азія
- Аль-Хіра (Династія Лахмідів) — цар Аль-Мундір I ібн ан-Ну'ман (418–462)
- Диньяваді (династія Сур'я) — раджа Сур'я Натха (418–459)
- Джабія (династія Гассанідів):
  - цар аль-Ну'ман IV ібн аль-Айхам (434–455)
  - цар аль-Харіт III ібн аль-Айхам (434–456)
  - цар аль-Ну'ман V ібн аль-Харит (434–453)
- Жужанський каганат — каган Юйцзюлюй Тухечжень (444–464)
- Іберійське царство — цар Вахтанг I Горгасал (447–502)
- Індія:
  - Царство Вакатаків — махараджа Нарендрасена (440–460) править разом з махараджею Девасена (450–475)
  - Імперія Гуптів — магараджа Кумарагупта I (415–455)
  - Держава Кадамба — цар Какуставарма (435–455)
  - Камарупа — цар Ганапатіварман (446–470)
  - Династія Паллавів  — махараджа Сімхаварман II (436–458)
  - Раджарата — раджа Пітія (450–459)
- Кавказька Албанія — цар Ваче II (438–461)
- Китай (Південні та Північні династії):
  - Лю Сун — імператор Лю Ілун (Вень-ді) (424–453)
  - Династія Північна Вей — імператор Тоба Тао (Тай У-ді) (424–452)
  - Тогон — Муюн Муліянь (436–452)
- Царство Кінда — цар Акіль-аль-Мурар (425–458)
- Корея:
  - Кая (племінний союз) — ван Чхвіхий (421–451)
  - Когурьо — тхеван (король) Чансухо (413–490)
  - Пекче — король Пію (427–454)
  - Сілла — марипкан Нольджі (417–458)
- Паган — король Тюе (439–494)
- Персія:
  - Держава Сасанідів — шахіншах Єздігерд II (439–457)
    - хушнаваз й магашахі ефталітів і алхон-гунів в Траноксіані, Тохаристані й Гандхарі Хінґіла I (440—490)
- Тарума (острів Ява) — цар Вішнуварман (434–455)
- Хим'яр — цар Хасан Їха'мін (440–458)
- Чампа — князь Фан Янг Маі II (431–455)
- Японія — імператор Інґьо (411–453)

## Африка
- Аксумське царство — негус Ебана (бл. 415-бл. 450), його змінив негус Незул (бл. 450-бл. 500)
- Королівство вандалів і аланів — король Гейзеріх (428–477)

## Північна Америка
- Цивілізація Майя:
  - місто Кіріґуа — цар Тутуум Йохл К'ініш (бл. 450)
  - місто Паленке — священний владика Ч'а-Каспер (435–487)
  - місто Тікаль — цар Сіях-Чан-Кавіль II (414–458)